# 928
Раннє Середньовіччя •  Епоха вікінгів •  Золота доба ісламу •  Реконкіста

## Геополітична ситуація
У Візантії правили Роман I Лакапін та, формально, Костянтин VII Багрянородний. Італійським королем був Гуго Арльський,
Західним Франкським королівством правив Рауль I (король Франції), Східним Франкським королівством — Генріх I Птахолов.
Північ Італії належить Італійському королівству, середню частину займає Папська область, герцогства на південь від Римської області незалежні, деякі області на півночі та на півдні належать Візантії, інші окупували сарацини. Південь Піренейського півострова займає Кордовський емірат, в якому править Абд Ар-Рахман III. Північну частину півострова займають королівство Астурія і королівство Галісія та королівство Леон під правлінням Раміро II.
Королівство Англія очолює Етельстан.
Існують слов'янські держави: Перше Болгарське царство, де править цар Петро I, Богемія, Моравія, Хорватія, королем якої є Терпимир II, Київська Русь, де править Ігор. Паннонію окупували мадяри, у яких ще не було єдиного правителя.
Аббасидський халіфат очолює аль-Муктадір, в Іфрикії владу утримують Фатіміди, в Середній Азії — Саманіди. У Китаї триває період п'яти династій і десяти держав. Значними державами Індії є Пала, держава Раштракутів, Пратіхара, Чола. В Японії триває період Хей'ан. На північ від Каспійського та Азовського морів існує Хозарський каганат.

## Події
- Король Східного Франкського королівства Генріх I Птахолов захопив у слов'ян місто Бранденбург. Потім він пішов на Прагу й змусив князя Вацлава визнати свій сюзеренітет і плати данину.
- Герберт де Вермандуа, який намагався повернути на трон Західного Франкського королівства Карла III Простакуватого, домовився з чинним королем Раулем I і вдовольнився Ланом.
- Після смерті Людовика III Сліпого король Італійського королівства Гуго Арльський спробував отримати також трон Провансу, але Рауль I віддав Прованс сину Герберта де Вермандуа Еду.
- У Римі Марозія зі своїм чоловіком Гі Тосканським захопили владу в свої руки, ув'язнили й стратили Папу Римського Івана X.
- Розпочався і завершився понтифікат Лева VI.
- Розпочався понтифікат Стефана VII.
- Правитель Кордовського емірату Абд Ар-Рахман III підпорядкував собі майже всю мусульманську Іспанію.